# Astragalus cymbicarpos
Astragalus cymbicarpos es una especie de planta del género Astragalus, de la familia de las leguminosas, orden Fabales.

## Distribución
Astragalus cymbicarpos se distribuye por Portugal, España y Marruecos.

## Taxonomía
Fue descrita científicamente por Brot. Fue publicada en Phytogr. Lusitan. Select. 1: 63.